# Пулинська районна рада
Пу́линська райо́нна ра́да — колишній орган місцевого самоврядування Пулинського району Житомирської області. Розміщувалась в селищі міського типу Пулини, котре є адміністративним центром Пулинського району. До 2016 року — Червоноармійська районна рада Житомирської області.

## Склад ради
Загальний склад ради на момент ліквідації: 26 депутатів.
Виборчий бар'єр на чергових місцевих виборах 2015 року подолали місцеві організації семи політичних партій — всі, що висунули кандидатів. Найбільше депутатських місць отримала Всеукраїнське об'єднання «Батьківщина» — 7; далі розташувались: «Європейська солідарність» — 6 депутатів, «Опозиційний блок» — 4, Народна партія — 3 мандати, Радикальна партія Олега Ляшка, «Сила людей» та «Нова держава» — по 1 депутатському місцю.

### Голова
24 листопада 2015 року, в другий робочий день першої сесії Пулинської районної ради VII скликання, головою районної ради обрано депутата від Народної партії Анатолія Петровича Липка. Засідання сесії розпочалось 20 листопада, але в той день депутати не змогли обрати голову ради.

## Колишні голови ради
- Галущинський Віктор Васильович — 2014—2015 роки[5]